# Hystricovoria bakeri
Hystricovoria bakeri är en tvåvingeart som beskrevs av Townsend 1928. Hystricovoria bakeri ingår i släktet Hystricovoria och familjen parasitflugor. Inga underarter finns listade i Catalogue of Life.